# Kostel Nejsvětější Trojice (Stružnice)
Kostel Nejsvětější Trojice v obci Stružnice v okrese Česká Lípa pocházel z 19. století, zničen byl v roce 1972.

## Historie

### Vznik
Základní kámen kostela slavnostně položil v úterý 17. května 1803 biskup litoměřický Václav Leopold Chlumčanský z Přestavlk a Chlumčan, pozdější arcibiskup pražský. Stavba kostela probíhala v letech 1803–1804 a v letech 1807–1808 byla přistavěna sakristie a obydlí pro duchovního.
Stavbu kostela financoval částkou 10 800 zlatých Anton Hanke (* 16. října 1755), syn místního zahradníka, který jako chudý kupecký učeň odešel do Prahy, kde se usadil, nabyl značného jmění a stal se mecenášem své rodné obce.
V roce 1847 byl kostel povýšen na expozituru. Do obce byl ustanoven také první samostatný duchovní správce. Stal se jím kněz z Jezvé, Anton Drechsel, který zde působil pět let. V roce 1866 byla Stružnice povýšena na farnost a tehdejší správce expozitury Anton Plischke se stal prvním farářem.

### Zánik
Poslední velkou stavební úpravu zažil kostel v letech 1933 a 1934, kdy byla obyčejná okna nahrazena vitrážovými okny, zasazenými do olova s vyobrazením svatého Josefa a Panny Marie, svatého Františka z Assisi a svaté Terezie, svatého Ambrože a svaté Anny.

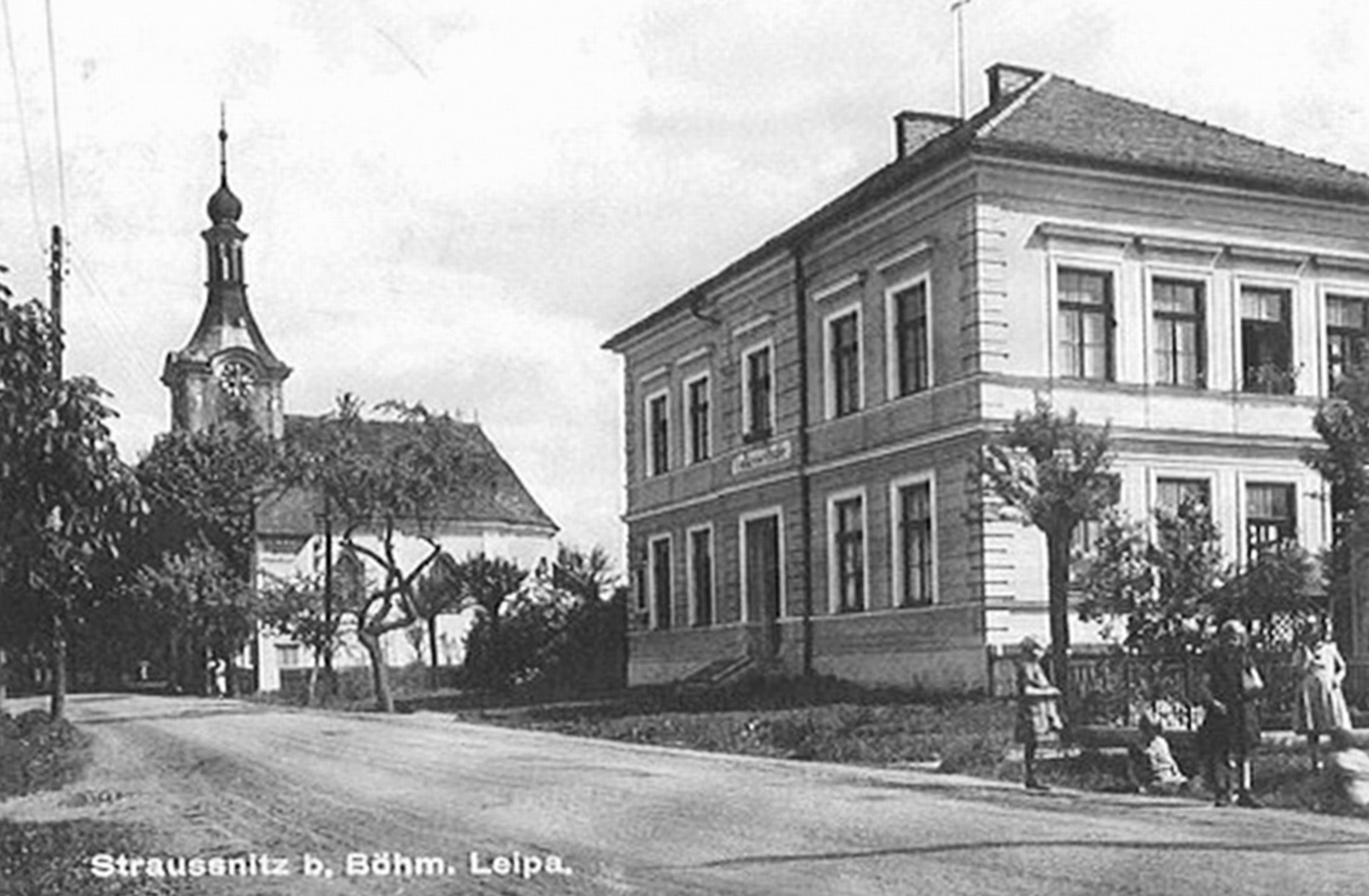
Kostel a škola ve Stružnici

Po 2. světové válce a odsunu německého obyvatelstva byla v rámci osídlování pohraničí Stružnice osazena rodinami z celé tehdejší republiky. Počet věřících se radikálně snížil a Stružnice již neměla svého stálého faráře. Obě tyto skutečnosti vedly k tomu, že kostel začal chátrat. V letech 1965 až 1970 proběhlo několik pokusů o opravy, ale nebyla státní ani politická vůle kostel zachránit.
Špatný stav kostela byl hlavní záminkou pro jeho zbourání. Podle dokumentů ze sedmdesátých let děkanský úřad v České Lípě žádal o provedení opravy. Peníze na opravu kostela dokonce uvolnil Krajský národní výbor Ústí nad Labem a schválilo Krajské středisko památkové péče tamtéž, protože kostel byl zařazen do II. památkové kategorie. Dílčí opravy byly dokonce provedeny, avšak do kostela stále zatékalo. Další záminkou demolice bylo, že kostel údajně tvořil dopravní překážku na trase Žandov – Česká Lípa. Bylo opomenuto, že před kostelem stojí dvě lípy, stromy chráněné státem. Ty zůstaly zachovány a při odstřelu byly chráněny před poškozením.
Stav kostela vedl k rozhodnutí o povolení jeho zbourání, které vydal odbor výstavby územního plánování ONV v České Lípě dne 29. 11. 1972 s odůvodněním, že objekt je v dezolátním stavu a je zároveň dopravní závadou na státní komunikaci Žandov – Česká Lípa.
Demolici provedl Pragoservis Praha dne 16. prosince okolo 9. hodiny ranní. Ten den se okolo kostela sešlo mnoho zvědavců nejen ze Stružnice, ale i z okolí. Na jedné straně byli vykázáni až ke břehu Ploučnice a na druhé až k místnímu hřbitovu. Veřejná bezpečnost uzavřela silnici a kostel byl odstřelen.

## Architektura

### Exteriér
Na kostelní loď o rozměrech 11x15,5 m navazoval půlkruhový presbytář o hloubce 6,2 m, na jehož jihovýchodní straně byla připojena sakristie rozměrů 5x6,5 m. Věž vložená do severního průčelí byla 23 m vysoká. Před vchodem do nově postaveného kostela byly vysazeny dvě lípy, z nichž jedna dosud dokládá místo, kde kostel stál.

### Interiér
V presbytáři byl umístěn hlavní oltář s obrazem Nejsvětější Trojice malovaným na plátně o rozměrech 2,1x3,4 m od malíře Josefa Berglera, od roku 1800 ředitele nově založené Akademie výtvarných umění v Praze. Pod hlavním oltářním obrazem byl malý obraz Panny Marie, držící Ježíška na pravé ruce, o velikosti 50x40 cm. Po obou stranách obrazu se nacházely dvě sochy andělů vysoké cca 80 cm.

Vpravo se nacházel boční oltář z roku 1807 s obrazem Neposkvrněného Početí a sv. Aloise. V roce 1850 byl ještě zřízen oltář Panny Marie s dřevěnou sochou Panny Marie vysokou 82 cm, dále sádrová plastika Božského srdce Páně vysoká 93 cm. Obě sochy byly později přemístěny do kaple na faře. Vlevo byla kazatelna s obrazy čtyř evangelistů malovaných na plátně o velikosti 58 × 30 cm. V lodi kostela byly umístěny dvě řady po šestnácti lavicích pro věřící.

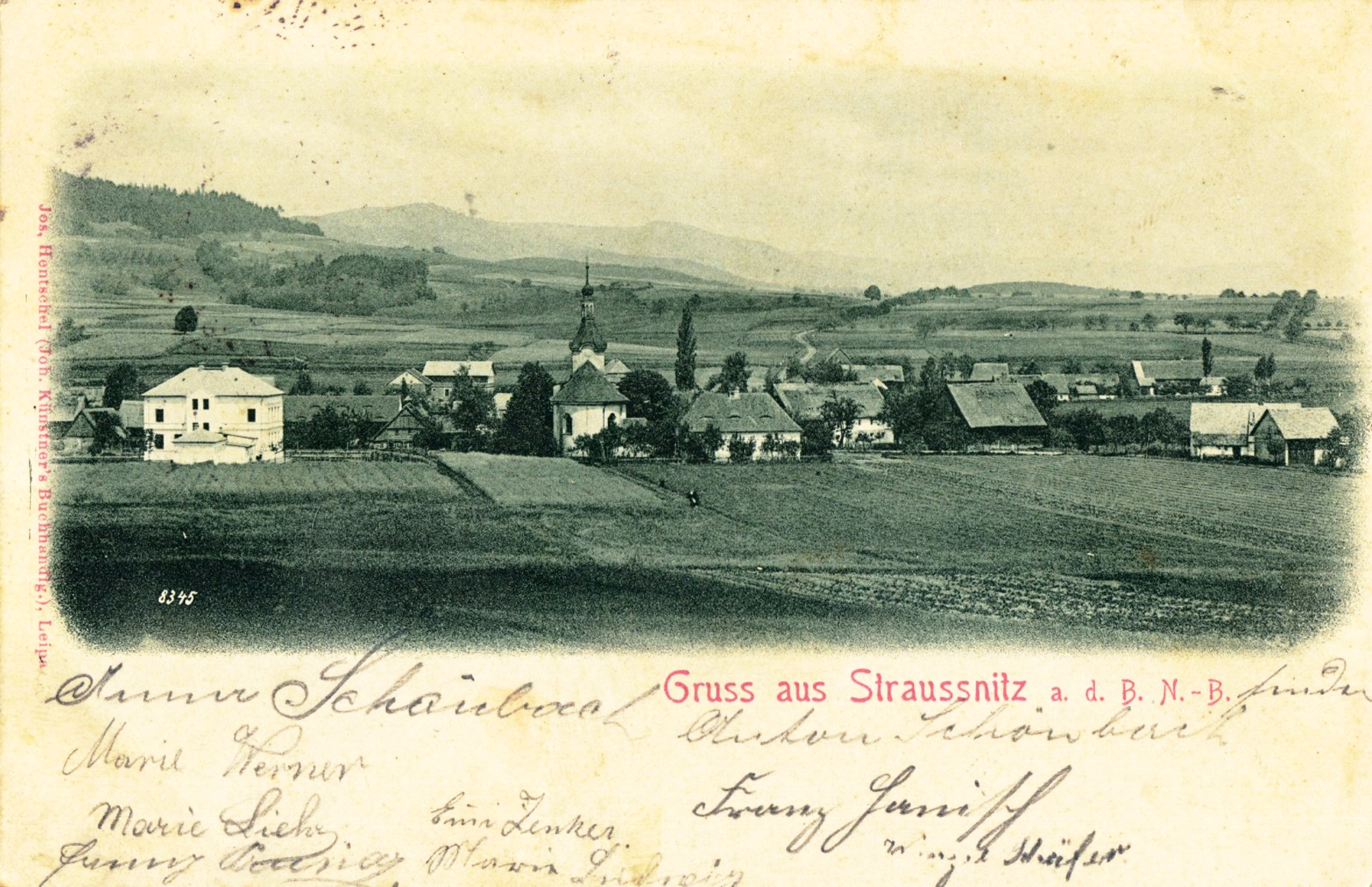
Vesnice s kostelem na pohlednici z doby kolem roku 1900

V roce 1841 postavil Franz Feller starší z Libouchce pro zdejší kostel šestirejstříkové varhany. Tyto varhany byly v roce 1847 oceněny na 200 zlatých a v pozdějších letech byly několikrát opravovány. V roce 1919 byly pro farní kostel pořízeny nové malé varhany. Tyto varhany byly na jaře 1971 převezeny nejprve do kostela sv. Maří Magdaleny v České Lípě a poté roku 1984 do slovenského Richvaldu u Bardejova. Tam je zakoupil farář Ladislav Franz pro kostel v Šibě. V Šibě ale nainstalovány nebyly, a jejich stopa mizí s úmrtím pana faráře Franze v roce 2010.
Jedinou památkou, která byla zdokumentována před zbouráním kostela, je tepaný kalich vysoký 25 centimetrů. Na kupě mezi čtyřmi anděly jsou výjevy ze života Kristova: poslední večeře, ukřižování, zmrtvýchvstání a nanebevstoupení. Noha byla ozdobena postavami čtyř evangelistů.
U monstrance se dochoval pouze popis. Ta byla vysoká 54 centimetrů s oválnou nohou o rozměrech 19x15 centimetrů. Byla vyrobena z pozlaceného mosazného plechu. Nad ostensoriem byl zpodobněn Duch svatý v podobě holubičky a Bůh otec. Po boku ve stříbrné rozvilině adorují dva andělé.
Prozatím jediným dochovaným artefaktem kromě věžních hodin, který se podařilo najít, je cínová křtitelnice. Je zdobená girlandami a stojí na třech zvířecích (beraních?) nohách s kopýtky, což patrně souvisí se symbolikou sv. Jana Křtitele (Agnus Dei, beránek Boží). Stylově však odpovídá době postavení kostela na počátku 19. století, takže se dá předpokládat, že ji – stejně jako původní zvony a oltářní obraz – nechal zhotovit Anton Hanke v Praze. V současné době se nachází v depozitu českolipské farnosti.

### Věž
Ve věži kostela byly umístěny hodiny a zvony. Věžní hodiny, pořízené ze sbírky farníků, dodal hodinář Jan Janata z Libštátu u Semil. Dnes jsou umístěny na věži kostela Narození sv. Jana Křtitele v Kamenickém Šenově. Původní zvony byly tři. Velký zvon byl zasvěcen Nejsvětější Trojici, střední sv. Janu Nepomuckému a malý sv. Františce. Na osud zvonů měly hlavní vliv obě světové války. V té první, jak dokládá dobový zápis ve farní kronice, bylo státním nařízením z 8. srpna 1916 nařízeno odevzdat kostelní zvony pro potřeby vojska. V říjnu 1916 byl zrekvírován velký zvon o váze 189 kg a v létě roku 1917 byly z věže sejmuty další dva.
Z finanční náhrady zvonů, konfiskovaných pro válečné potřeby, byl vytvořen fond pro nové zvony. Kromě toho spolek žen ze Stružnice uspořádal sbírku na získání prostředků pro tři nové zvony.
Dne 16. května 1926 byly vysvěceny a opatřeny tři nové zvony, které vyrobila firma Richarda Herolda z Chomutova. Zvony opatřil a vysvětil ctihodný Viktor Hörandel z Jezvé, administrátor ve Stružnici.
Tyto zvony byly naladěny do tónů: c2, f2 a gis.
Nápisy na nových zvonech:
1. Veliký zvon – „Ke cti sv. Trojice – květen 1926“
2. Střední zvon – „Padlým hrdinům obce Stružnice a Stráž ve světové válce 1914–1918, květen 1926“
3. Malý zvon – „Ave Maria – ženský spolek Stružnice – Stráž – květen 1926“

Ve slavnostním projevu při svěcení zvonů řekl představený obce Franz Liebzeit: „V roce 1917 byly v důsledku světové války naše zvony sejmuty, zvony – ozdoba kostela, ozdoba obce, které již mnoho desetiletí plnily svou povinnost, sdílely s námi každý žal i radost, ano dokonce v tmavé noci při nebezpečí ohně volaly dolů z věže spící obyvatele vesnice ku pomoci. Nedoufáme, že by byl těm novým zvonům souzen stejný osud. Nechť vaše hlasy zazní hlasitě a jasně z věží v každé záležitosti obce, nechť vaše hlasy zazní do vzdálených dob pro všeobecný a trvalý mír. To si všichni ze srdce přejeme“. Přání nebylo vyslyšeno a během 2. světové války, 10. února 1942, byly tři nové zvony opět konfiskovány. Jediný zvon, který se dochoval až do zboření kostela v roce 1972, byl umíráček o průměru 43 cm a výšce 36 cm, odlitý Annou Kühnerovou v Praze v roce 1805. Kde se nachází dnes, se nepodařilo zjistit.